# Glatten
Glatten est une commune d'Allemagne, située dans l'arrondissement de Freudenstadt et le Land de Bade-Wurtemberg. C'est une station thermale reconnue et réputée.

## Géographie
Glatten est située à 10 km à l'est de Freudenstadt, en Forêt-Noire.
Les villes ou communes limitrophes de Glatten sont Dornstetten au nord, Schopfloch et Horb am Neckar à l'est, Dornhan au sud, Loßburg au sud-ouest et Freudenstadt à l'ouest.

## Toponymie
Le nom Glatten provient de la rivière Glatt, un affluent de la rive gauche du Neckar, qui arrose la commune.

## Histoire
Glatten est mentionnée pour la première fois dans un document daté de 767.

## Économie
L'entreprise J. Schmalz fut fondée en 1910 à Glatten.

## Administration

### Intégrations
Les localités de Neuneck, le 1er janvier 1974 et Böffingener, le 1er juillet 1974, ont été intégrées à Glatten.

### Communauté d'administration
La communauté d'administration Dornstetten est composée de la ville de Dornstetten et des communes de Glatten, Schopfloch et Waldachtal.

## Personnalités liées à la ville
- Friedrich Mielke (1921-2018), conservateur né à Neuneck.